# St-Georges (Chavanges)

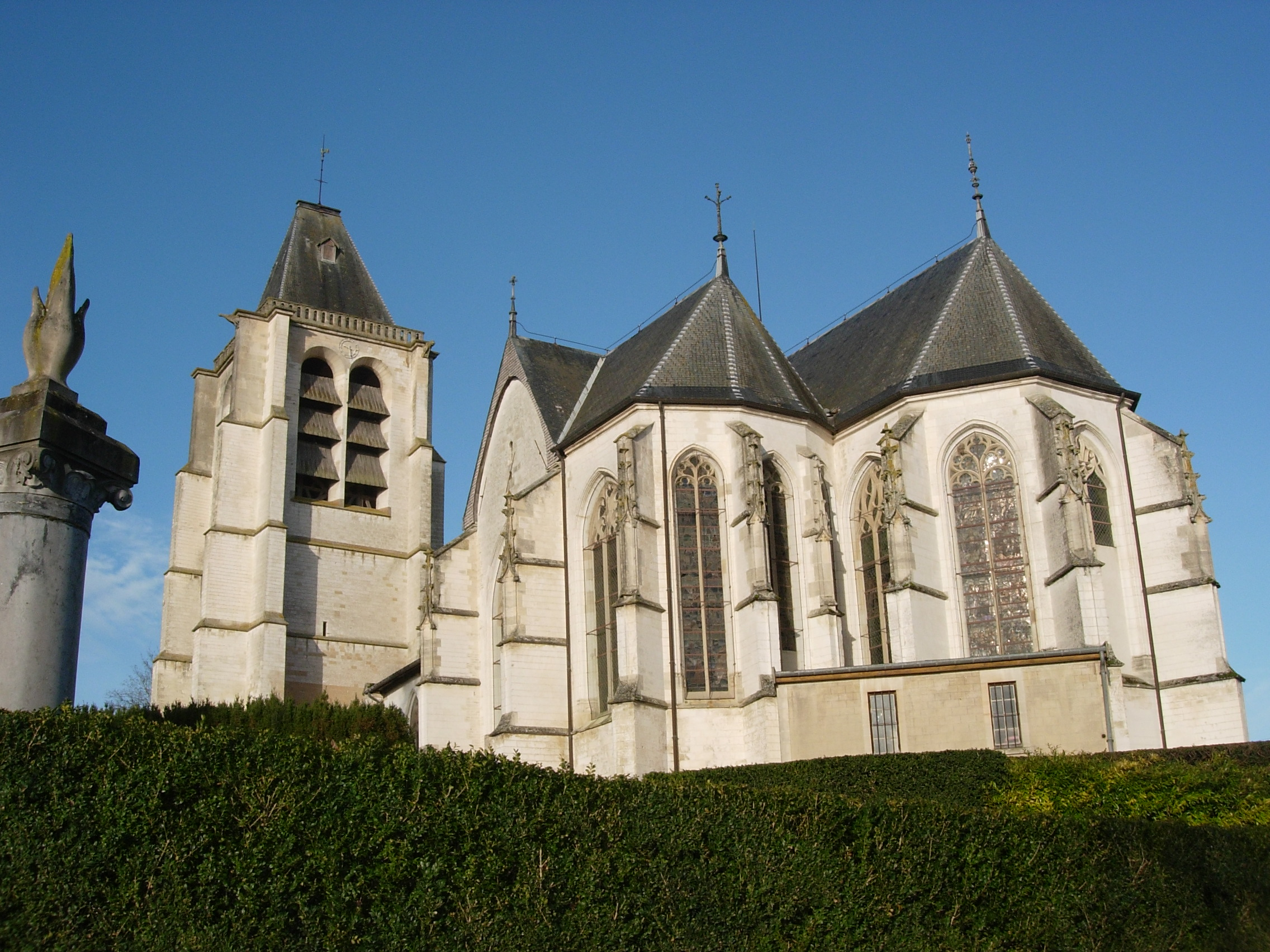
Pfarrkirche Saint-Georges

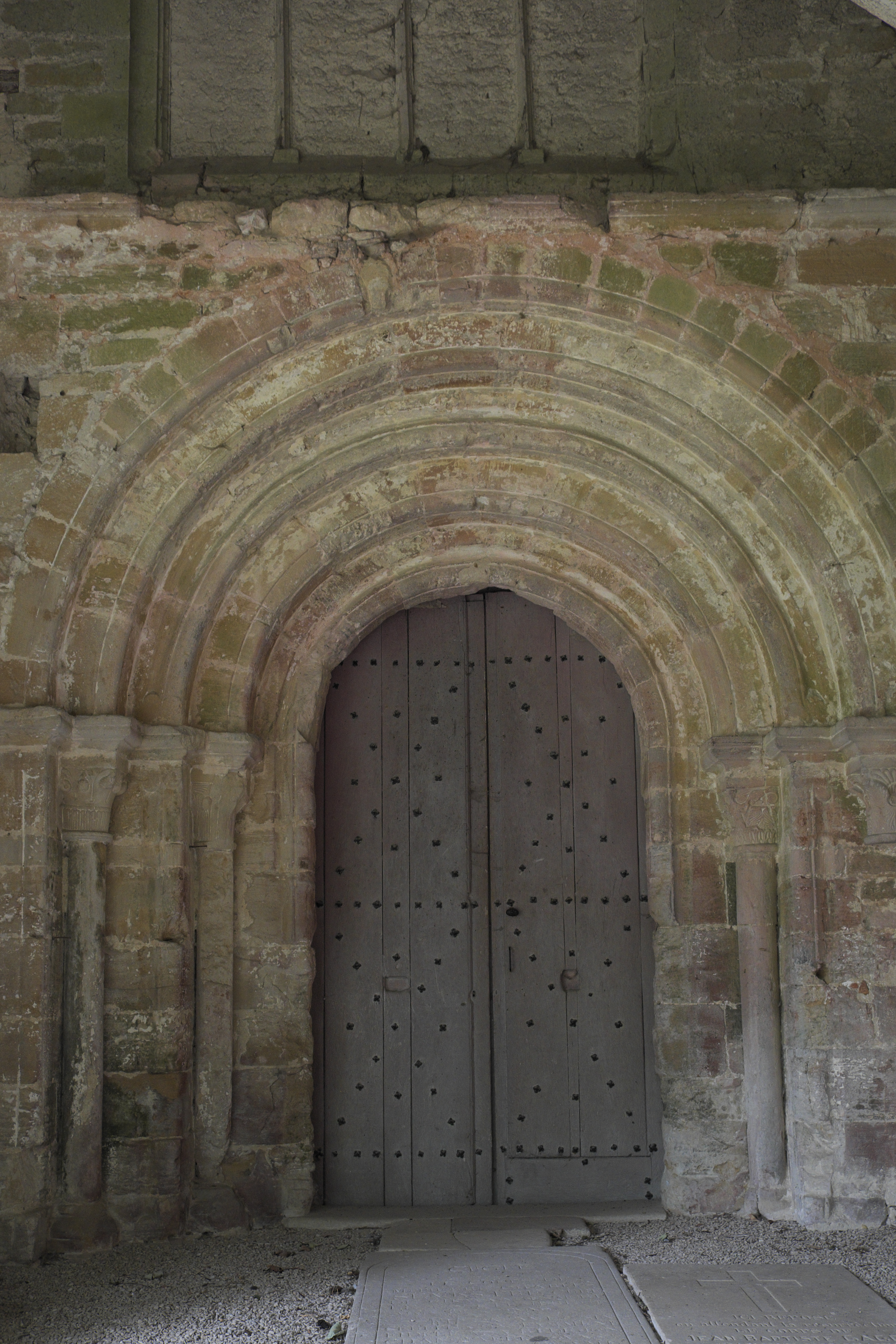
Westportal

Die römisch-katholische Pfarrkirche Saint-Georges in Chavanges, einer Gemeinde im Département Aube in der französischen Region Grand Est, geht auf das 12. Jahrhundert zurück. Im 15. und 16. Jahrhundert wurde die Kirche im Stil der Gotik umgebaut. Die Kirche trägt den Titel des  hl. Georg und besitzt zahlreiche Bleiglasfenster aus dem 16. Jahrhundert. Im Jahr 1907 wurde die Kirche als Monument historique in die Liste der Baudenkmäler in Frankreich aufgenommen.

## Geschichte
Das Langhaus wurde gegen Ende des 15. Jahrhunderts im Stil der Spätgotik erneuert. Im frühen 16. Jahrhundert errichtete man den Chor und Ende des 16. Jahrhunderts an der Südseite der Westfassade den 37 Meter hohen Glockenturm.

## Architektur
Von der Kirche des 12. Jahrhunderts ist das romanische Westportal erhalten. Das Rundbogenportal wird von schlichten Archivolten gerahmt, die auf schlanken, mit Kapitellen verzierten Säulen aufliegen. Auf den Kapitellen sind stilisierte Blätter, Vögel und eine kniende Person dargestellt.
Das Langhaus ist dreischiffig und in drei Joche gegliedert. An das Langhaus schließt sich ein zweischiffiges Querhaus an, das sich zu einem breiten Chor öffnet. Dieser weist drei Apsiden mit polygonalem Schluss auf.

## Renaissancefenster

### Offenbarung des Johannes (Fenster 13)

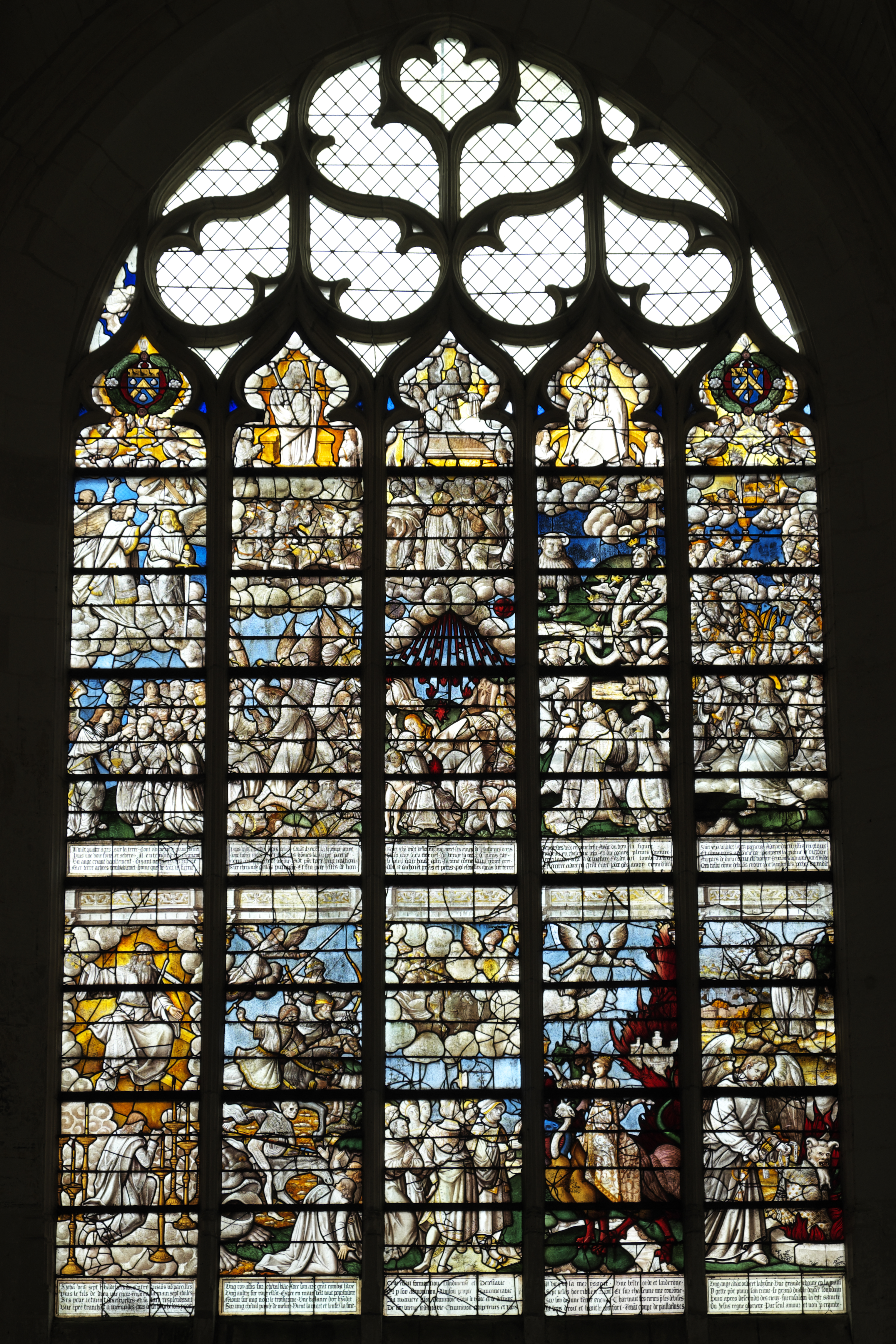
Fenster mit der Offenbarung des Johannes

Das Grisaille-Fenster mit Szenen der Apokalypse wurde 1540 eingebaut. Die Motive sind großenteils den Holzschnitten der Apokalypse Albrecht Dürers entlehnt, die dieser 1498 in seinem „Großen Buch“ mit dem Titel Die heimlich offenbarung iohannis veröffentlichte.
Verschiedene Szenen sind zu sehen: Johannes von Patmos erhält von Jesus, aus dessen Mund ein Schwert hervorkommt, den Auftrag, alles aufzuschreiben (Offb 1,9–20 ). Gezeigt werden auch die vier apokalyptischen Reiter. Das Ungeheuer mit weit aufgerissenem Schlund am linken unteren Rand symbolisiert die Hölle (Offb 6,1–8 ). In einer weiteren Szene wird die Öffnung des fünften und sechsten Siegels dargestellt. Engel verteilen aus einer großen Truhe weiße Gewänder, darunter fallen glühende Sterne vom Himmel auf die Erde, auf der wehklagende Menschen verzweifelt Schutz suchen, darunter ein Bischof und ein König (Offb 6,9–17 ).
Es werden zudem die Versiegelten dargestellt: oben vier Engel; einer hält das Kreuz in Händen, ein anderer ein Schwert. Ein weiterer Engel „versiegelt“ einen Auserwählten, indem er ihm mit dem Finger ein Kreuz auf die Stirn malt (Offb 7,1–8 ). Eine weitere Szene zeigt das Motiv der sechsten Posaune. Im unteren Bereich sieht man Engel, die mit Schwertern den Menschen die Köpfe abschlagen. Im Vordergrund ist ein Papst an seiner Tiara zu erkennen, im oberen Teil reitet das Heer auf feuerspeienden Pferden (Offb 9,13–21 ).
Schließlich werden auch das apokalyptische Tier aus dem Meer und das Tier aus der Erde dargestellt, (Offb 13,1–11 ) sowie die Stunde der Ernte (Offb 14,14–20 ), das Lamm und sein Gefolge (Offb 14,1–5 ) und Die Hure Babylon (Offb 17,1–6 ). Eine Szene rechts außen unten zeigt die Fesselung des Drachen und das Neue Jerusalem. Die Szene wird von einem Engel beherrscht, der einen großen Schlüssel in der Hand hält und dem Teufel, mit Hörnern und Schuppenpanzer dargestellt, eine schwere Kette um den Hals legt und in ein Loch stößt, aus dem Flammen schlagen. Über der Szene stehen Johannes und ein Engel, der auf das Neue Jerusalem weist (Offb 20,1–3 ), (Offb 21,1–4 ).
| Fenster                  | Holzschnitt von Dürer                                          | Position                    | Szene | Bibelstelle               |
| ------------------------ | -------------------------------------------------------------- | --------------------------- | --- | ------------------------- |
| alternative Beschreibung | Die vier Engel mit den Winden und die 144.000 Versiegelten     | 1. Bildfeld von links oben  | Oben sind vier Engel dargestellt, einer hält das Kreuz in Händen, ein anderer ein Schwert. Ein weiterer Engel „versiegelt“ einen Auserwählten, indem er ihm mit dem Finger ein Kreuz auf die Stirn malt. | Offb 7,1–8                |
| alternative Beschreibung | Die sechste Posaune: Die vier Racheengel und das reitende Heer | 2. Bildfeld von links oben  | Die sechste Posaune, reitendes Heer und Racheengel, im unteren Bereich sieht man Engel, die mit Schwertern den Menschen die Köpfe abschlagen. Im Vordergrund ist ein Papst an seiner Tiara zu erkennen, im oberen Teil reitet das Heer auf feuerspeienden Pferden. | Offb 9,13–21              |
| alternative Beschreibung | Verteilung der weißen Gewänder                                 | 3. Bildfeld von links oben  | Verteilung der weißen Gewänder: In der oberen Szene verteilen Engel aus einer großen Truhe weiße Gewänder, darunter fallen glühende Sterne vom Himmel auf die Erde, auf der wehklagende Menschen verzweifelt Schutz suchen, darunter ein Bischof und ein König. | Offb 6,9–17               |
| alternative Beschreibung | Die Stunde der Ernte                                           | 4. Bildfeld von links oben  | Die Stunde der Ernte, das Tier aus dem Meer und das Tier aus der Erde: Die beiden Tiere | Offb 13,1–11              |
| alternative Beschreibung | Das Lamm und sein Gefolge                                      | 5. Bildfeld von links oben  | Das Lamm und sein Gefolge in der Spitze der Lanzette | Offb 14,14–20 Offb 14,1–5 |
| alternative Beschreibung | Leuchtervision                                                 | 1. Bildfeld von links unten | Leuchtervision: Johannes von Patmos bekommt von Jesus, aus dessen Mund ein Schwert hervorkommt, den Auftrag, alles aufzuschreiben. | Offb 1,9–20               |
| alternative Beschreibung | Apokalyptische Reiter                                          | 2. Bildfeld von links unten | Apokalyptische Reiter: In dieser Szene sind die vier apokalyptischen Reiter zu sehen. Das Ungeheuer mit weit aufgerissenem Schlund am linken unteren Rand symbolisiert die Hölle. | Offb 6,1–8                |
| alternative Beschreibung | Die Könige und Kaufleute vor der Hure Babylon                  | 3. Bildfeld von links unten | Die Hure Babylon auf dem scharlachroten Tier: Die Könige und Kaufleute, deren Untergang bevorsteht, stehen noch ergeben dem Tier und der Hure Babylon der folgenden 4. Szene gegenüber. Oben wirft der „starke Engel“ einen Mühlstein ins Meer. | Offb 18,8-9 Offb 18,21    |
| alternative Beschreibung | Die Hure Babylon                                               | 4. Bildfeld von links unten | Die Hure Babylon mit goldenem Becher in der Hand, auf dem Tier reitend. | Offb 17,1–6               |
| alternative Beschreibung | Fesselung des Drachen und das Neue Jerusalem                   | 5. Bildfeld von links unten | Fesselung des Drachen und das Neue Jerusalem: Die Szene wird von einem Engel beherrscht, der einen großen Schlüssel in der Hand hält und dem Teufel, mit Hörnern und Schuppenpanzer dargestellt, eine schwere Kette um den Hals legt und in ein Loch stößt, aus dem Flammen schlagen. Über der Szene stehen Johannes und ein Engel, der auf das Neue Jerusalem weist. | Offb 20,1–3 Offb 21,1–4   |

### Weitere Fenster
- Christus am Kreuz (Fenster 0): Das zentrale Chorfenster besitzt im Maßwerk Fragmente aus dem 16. Jahrhundert. Auf einer Scheibe ist Christus am Kreuz zu erkennen.[2]
- Gottvater und Engel (Fenster 1): Von diesem Fenster sind ebenfalls nur noch Fragmente im Maßwerk erhalten. Auf der oberen Scheibe ist Gottvater dargestellt, auf den unteren Scheiben Engel.[3]
- Passion und Auferstehung Christi (Fenster 2): Die beiden oberen Scheiben stellen die Kreuzabnahme und die Beweinung Christi dar, die Szenen darunter die Grablegung und die Auferstehung Christi, die Höllenfahrt und den Auferstandenen, der seiner Mutter Maria erscheint. Auf den beiden unteren Scheiben wird die Begegnung Jesu mit Maria Magdalena am leeren Grab (Noli me tangere) und der ungläubige Thomas dargestellt.[4]
- Geburt Christi (Fenster 3): Von diesem Fenster ist nur noch die mittlere Szene mit der Darstellung der Geburt Christi erhalten.[5]
- Christi Himmelfahrt (Fenster 4): Die Darstellung der Himmelfahrt Jesu zeigt die Apostel, die nach oben schauen, wo Jesus, von dem nur noch die Füße zu sehen sind, in einer Wolke verschwindet.[6]
- Enthauptung Johannes des Täufers (Fenster 5): Von dem Grisaille-Fenster, das Johannes dem Täufer gewidmet ist, sind nur noch die Szenen mit dem Tanz der Salome und der Enthauptung des Johannes erhalten.[7]
- Vision des Kaisers Augustus (Fenster 9): Dieses Fenster in Grisaille-Technik ist der Vision des Kaisers Augustus gewidmet, dem die Tiburtinische Sibylle am Himmel eine Frau mit Kind zeigt, das größer sei als er. Augustus, den seine Höflinge als Gott verehren wollen, fällt daraufhin auf die Knie und verehrt das Kind.[8]

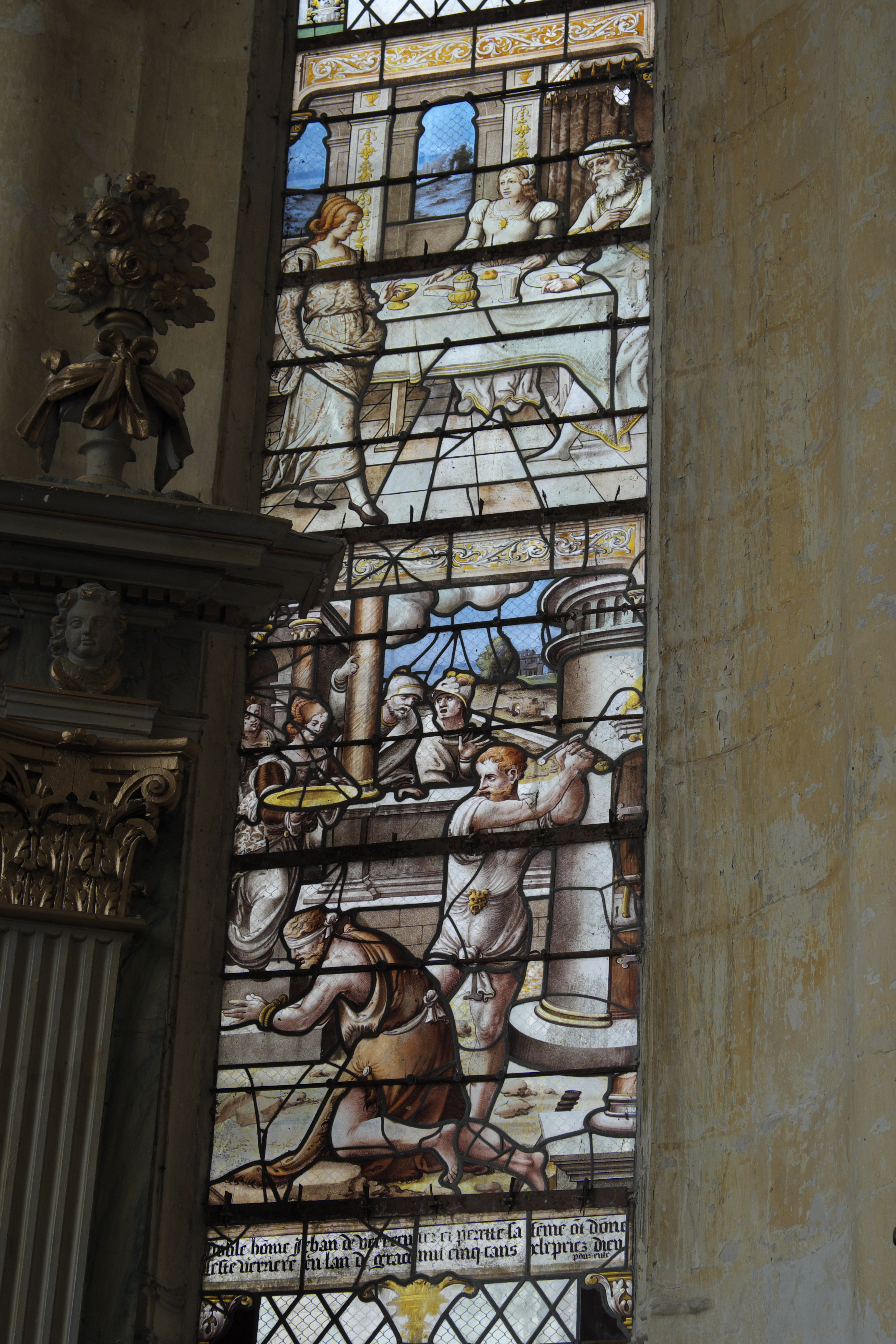
Enthauptung von Johannes dem Täufer
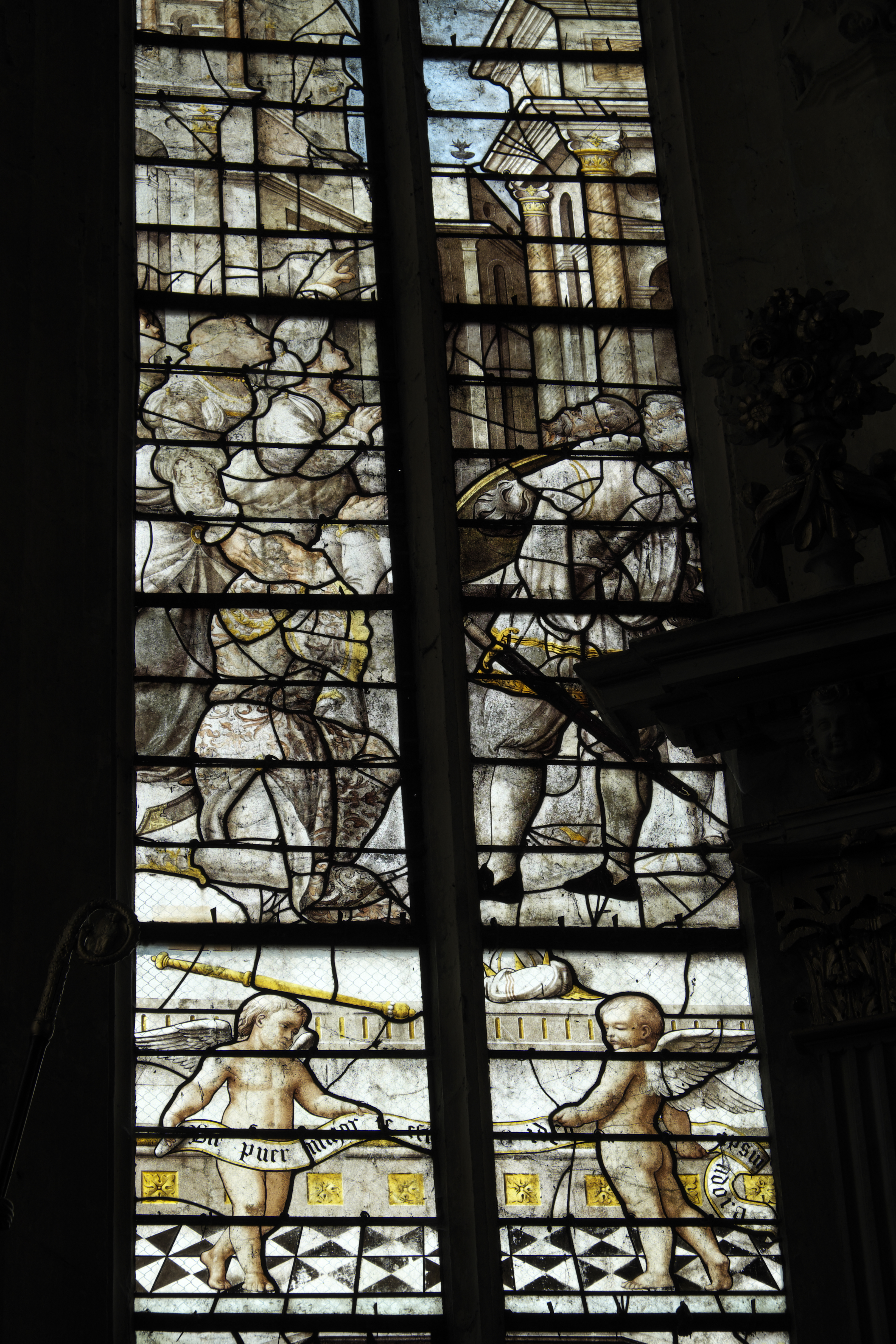
Vision des Kaisers Augustus

- Szenen aus dem Leben des Apostels Thomas (Fenster 7)[9]
- Sündenfall und Vertreibung aus dem Paradies (Fenster 8)[10]
- Maria Magdalena (Fenster 10)[11]
- Der Wunderbare Fischfang (Fenster 11)[12]
- Marienkrönung und Heilige Dreifaltigkeit (Fenster 15)[13]
- Heiliger Nikolaus und die Scholaren im Salzfass (Fenster 102)[14]
- Erzengel Michael und Stifter (Fenster 106)[15]

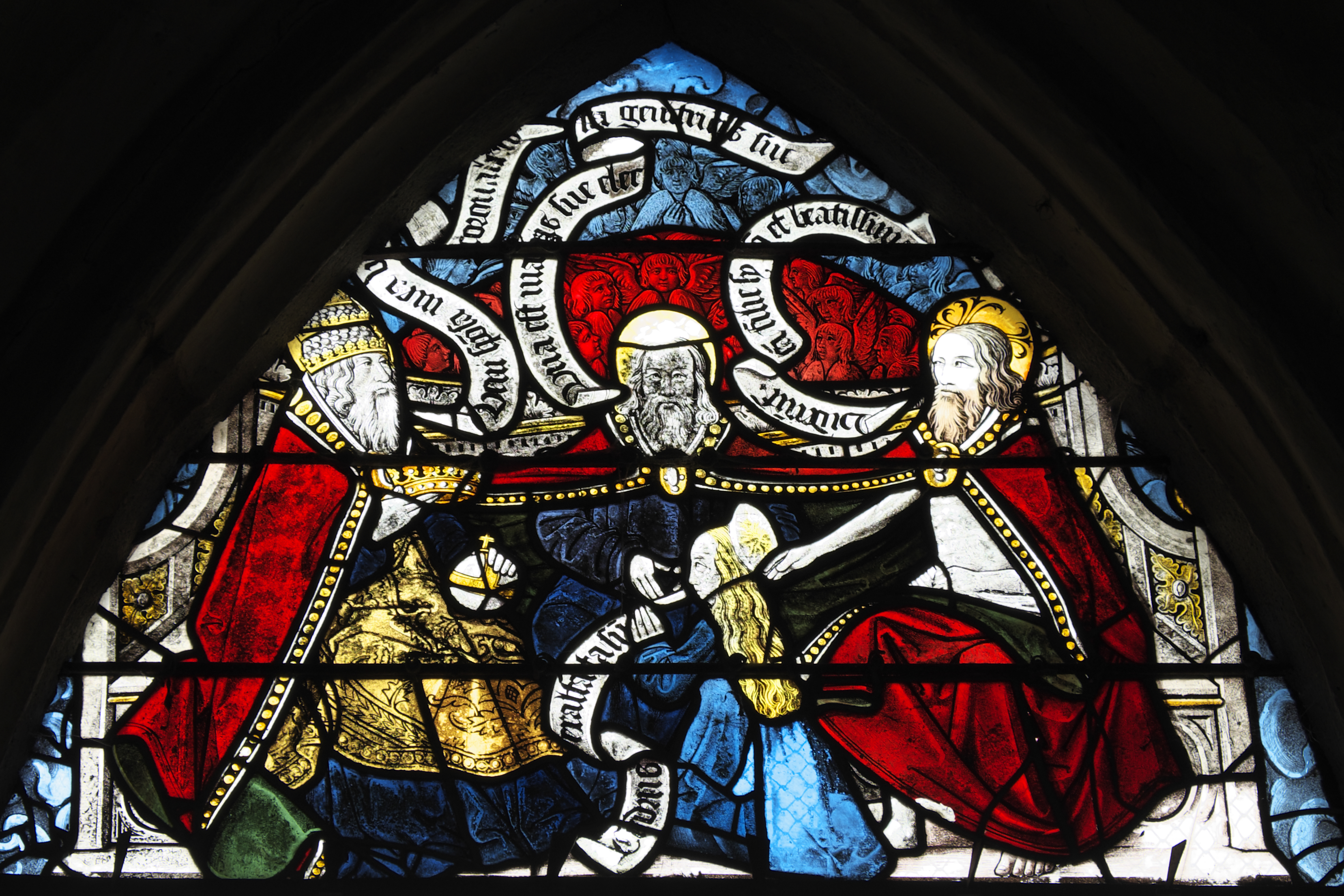
Marienkrönung
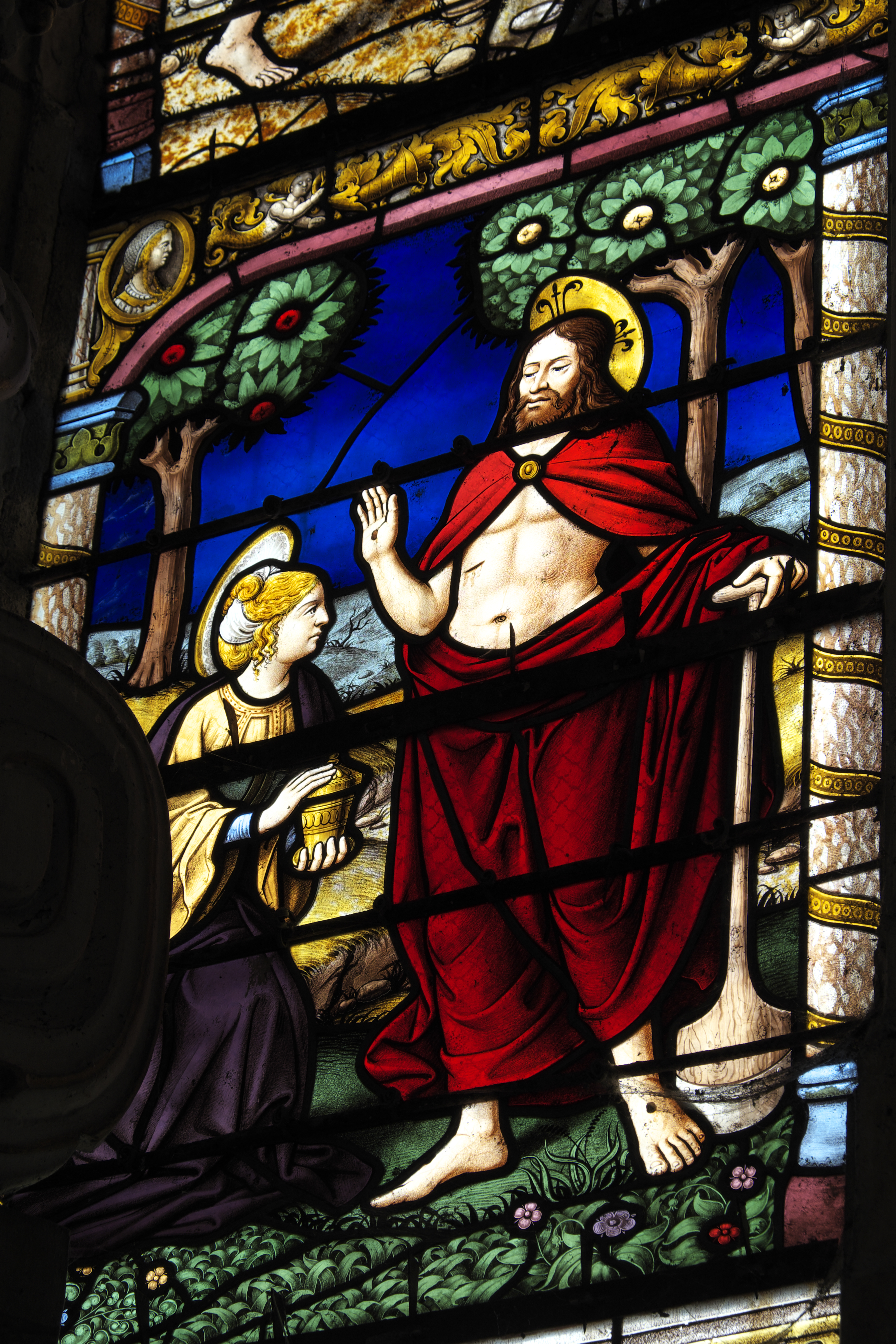
Noli me tangere
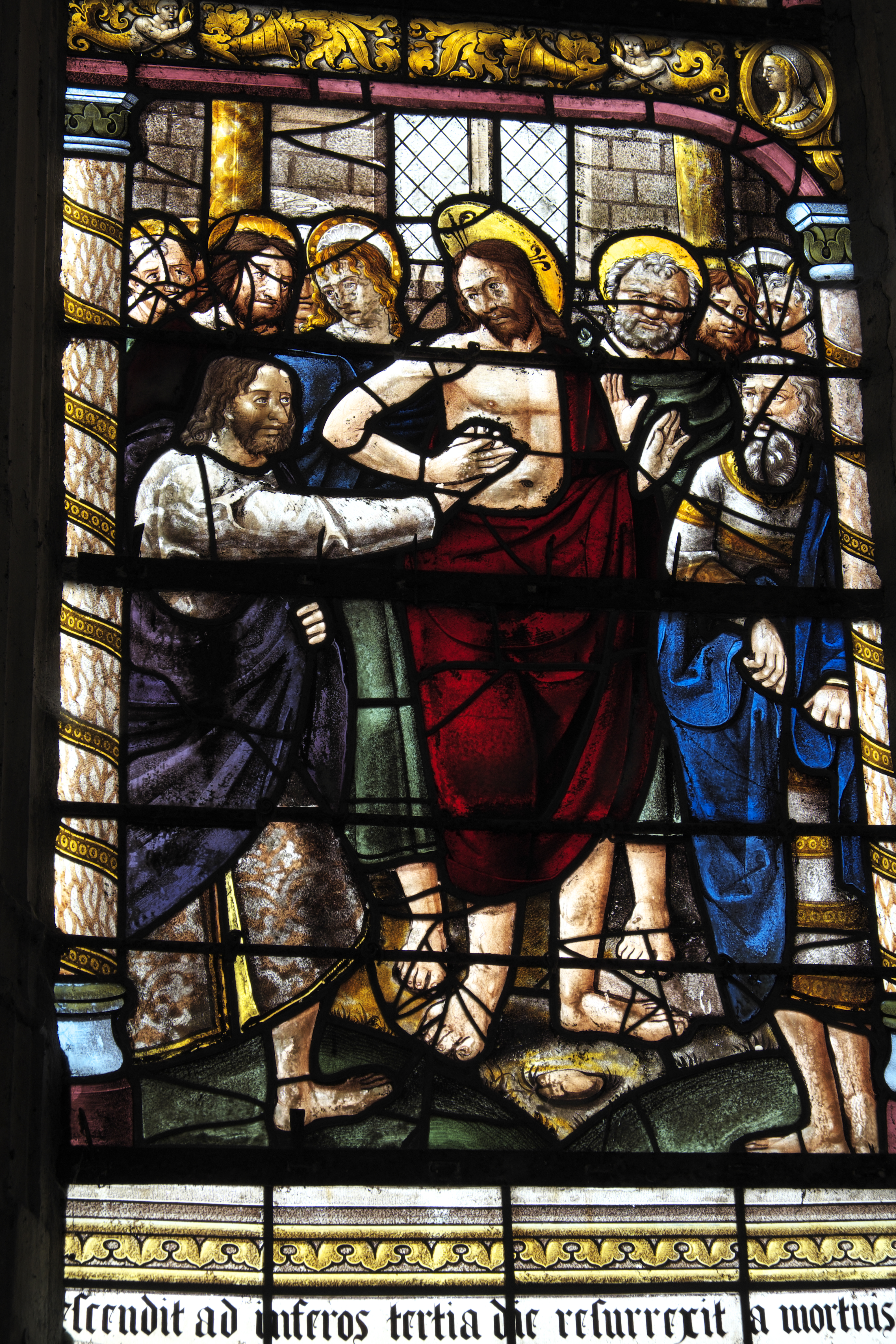
Ungläubiger Thomas
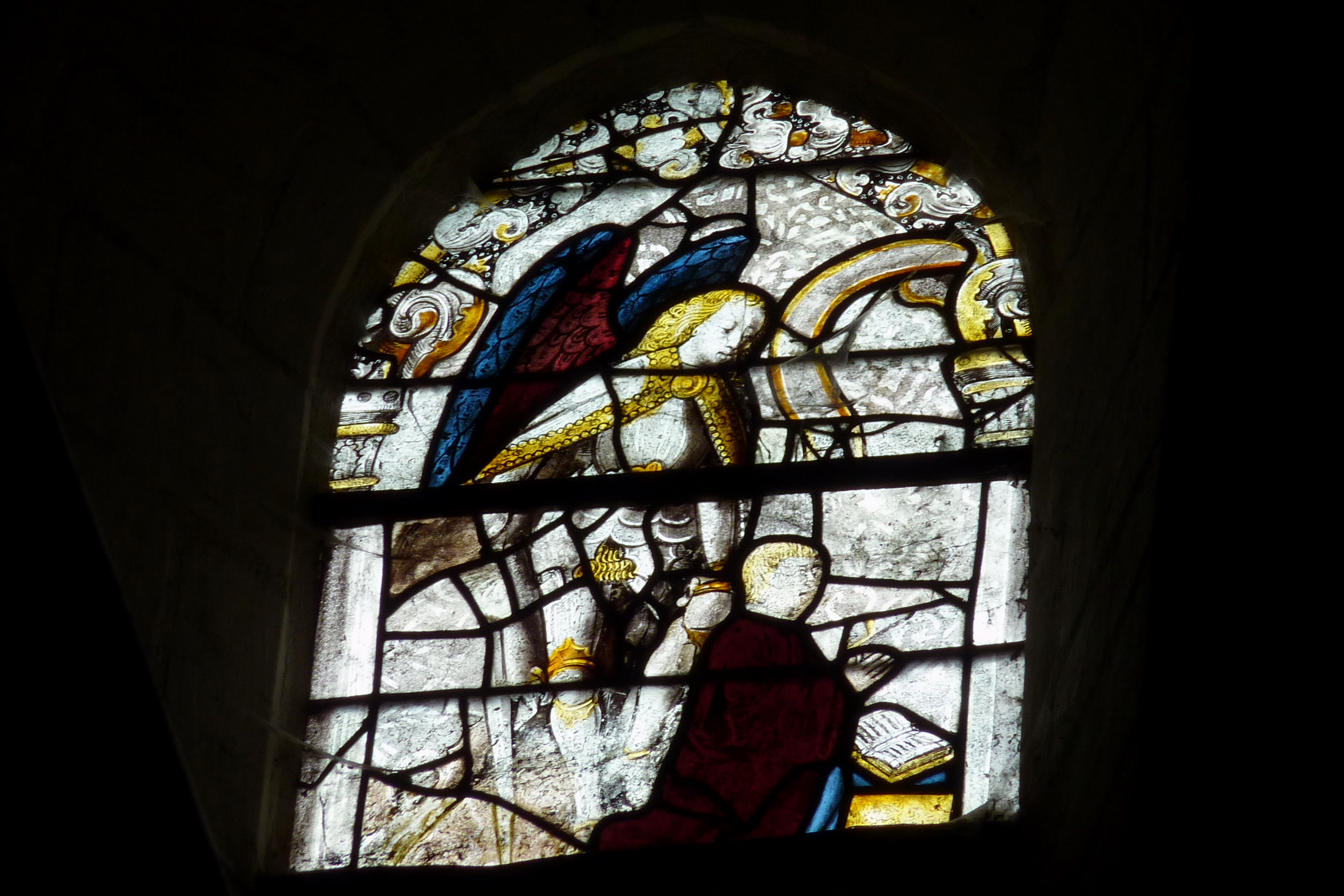
Erzengel Michael und Stifter
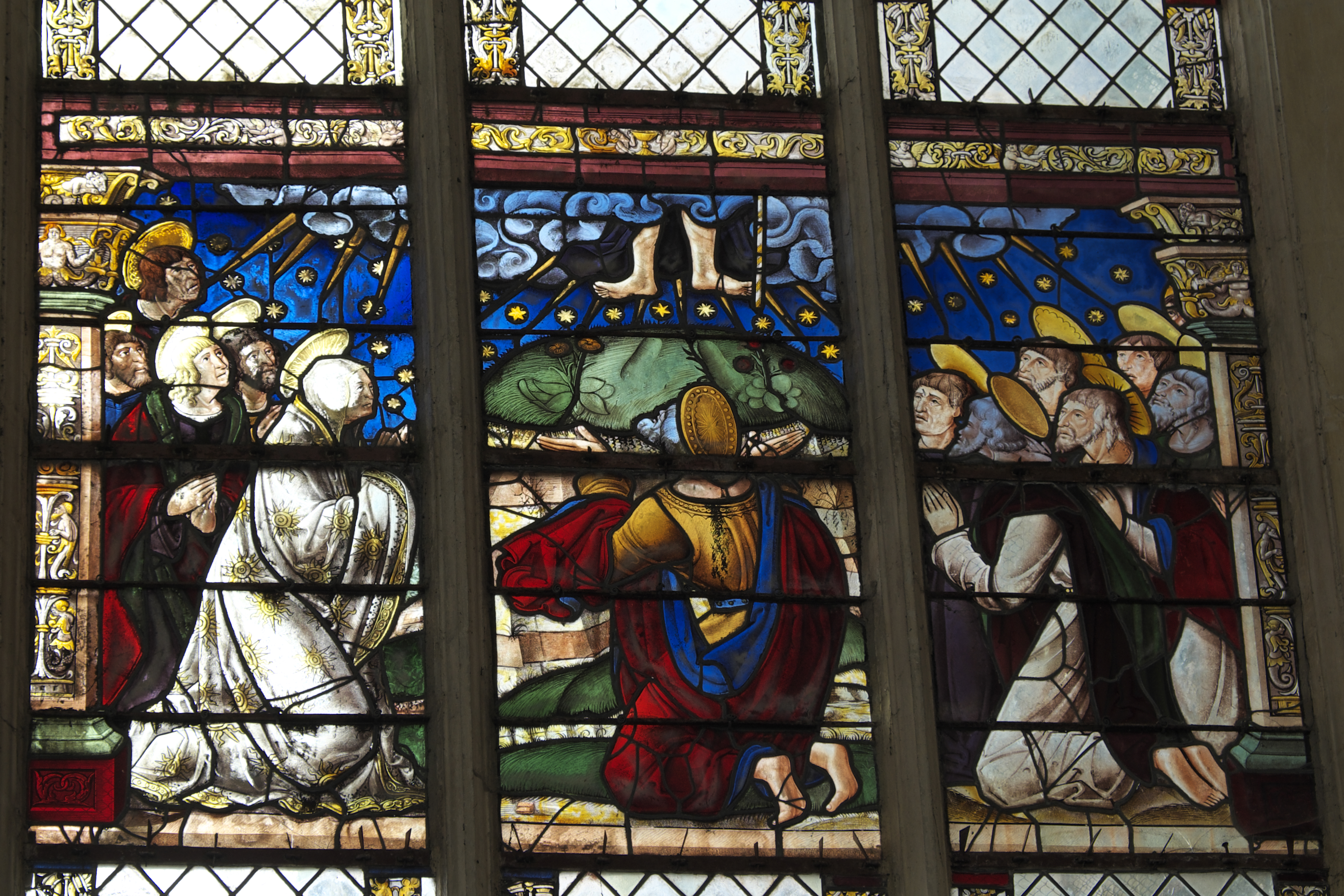
Christi Himmelfahrt
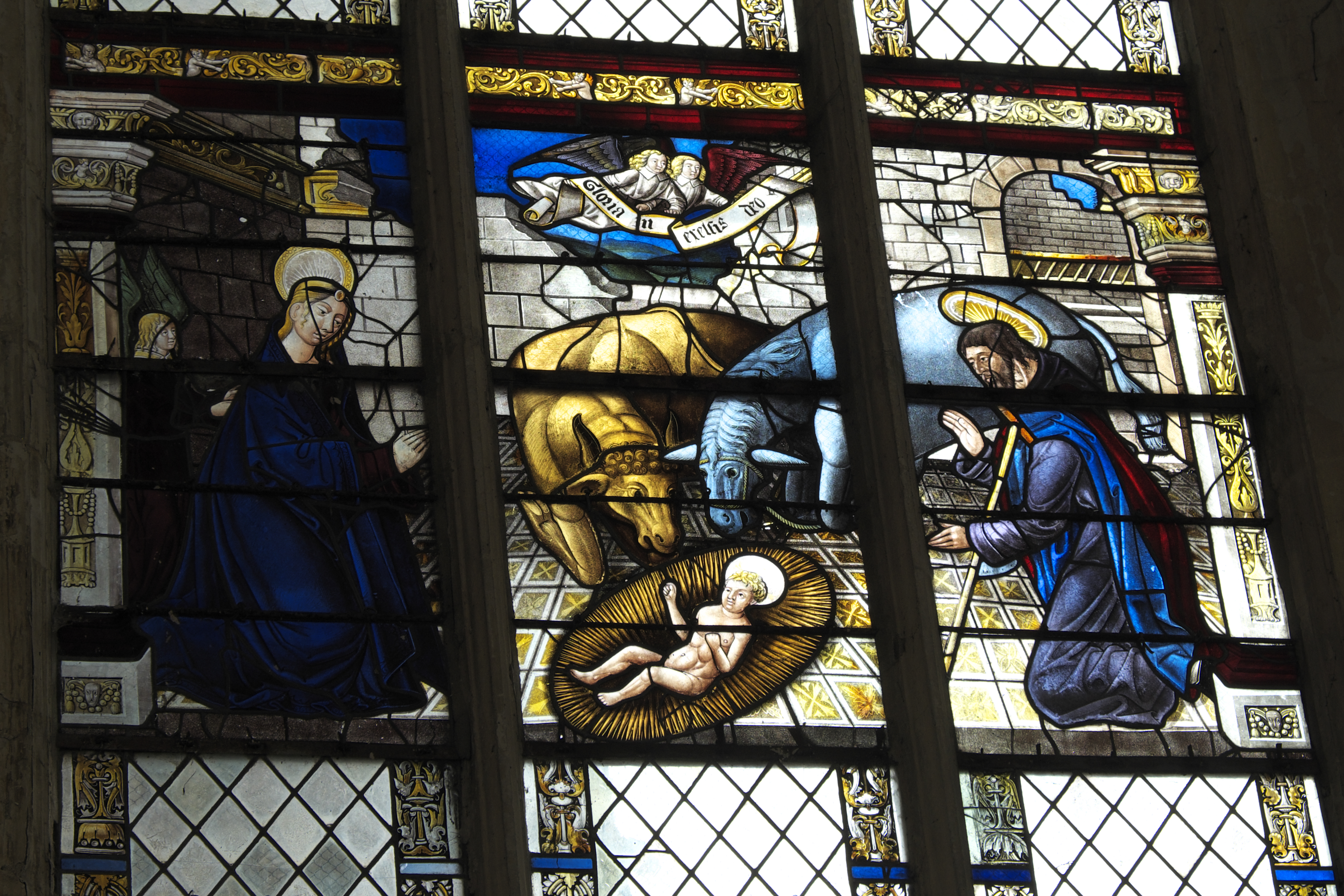
Geburt Jesu

## Friedhofskreuz
Vor dem Eingang auf der Südseite der Kirche steht ein Friedhofskreuz aus dem 16. Jahrhundert. In den Sockel des Steinkreuzes ist ein Weihwasserbecken gemeißelt.